# تراودل يونغه
كانت تراودل يونغه (بالألمانية: Traudl Junge) (وُلدت في 16 مارس 1920 - 10 فبراير 2002) - اسمها الأصلي غيرتراود هومبس (بالألمانية: Gertraud Humps) - أصغر سكرتيرات هتلر الشخصيات منذ ديسمبر 1942 حتى أبريل 1945.  جميع التفاصيل تعرض في فلم" DOWNFALL " .

## بداية حياتها
وُلدت غيرتراود في ميونخ (بافاريا)، لصانع خمور وملازم في جيش الاحتياط، ماكس هومبس وزوجته هيلديغارد (ولدت باسم زوتمان). ولها أخت اسمه انغه وُلدت عام 1923.
وقصة حياتها منشورة في كتاب حتى الساعة الأخيرة الذي كتبته غيرتراود (تراودل) مع ميليسا مولر وفيه قصة طفولتها حتى بداية عملها مع هتلر مكتوبة في الفصل الأول من الكتاب.
وفي نوفمبر 1942 كُلفت يونغه بالعمل كسكرتيرة خاصة بالزعيم أدولف هتلر.

## العمل مع هتلر
| تراودل يونغه | لقد كنت في الثانية والعشرين من عمري ولم أعرف أي شيء عن السياسة، لم تثر اهتمامي، | تراودل يونغه |

هذا ماقلته يونغه بعد عشرات السنين، كما أنها قالت أيضاً أنها لديها شعور عظيم بالذنب «لأنها قد راق لها أكبر مجرم وُجد في هذا العالم».
وقالت يونغه «أنا أعترف أنني كنت معجبة بهتلر، فقد كان العمل معه ممتعاً كما كان يعاملني كأني ابنته. وتجاهلت كل التحذيرات داخلي وتمتعت بصحبته حتى النهاية الحزينة. ولم يكن ما يعجبني هو ما يقوله، بل طريقته في الكلام وطريقته في العمل».
وبتشجيع من هتلر تزوجت يونغه من ضابط وحدات النخبة النازية هانز هيرمان يونغه (1914 - 1944) في يناير 1943 الذي مات في القتال. وعملت بجانب هتلر في برلين، في برغوف في بريتشسغادين، في وكر الذئب في شرق بروسيا ثم رجعت في النهاية معه إلى برلين.
وقالت أن هتلر لم يكن يحب قطف الورود لأنه لم برد أن يكون «مُحاطاً بالجثث». وقالت أيضاً أنه في آخر أيامه كان يقضي وقته شارداً وكان قليل الكلام.

## برلين 1945
وفي 1945، كانت يونغه مع هتلر في برلين. وكتبت وصيته الأخيرة في قبو الفوهرر قبل انتحاره بيوم ونصف. وكتبت يونغه انها بينما كانت يتلعب مع أولاد غوبلز في 30 أبريل، «و فجأة... سمعنا صوت طلقة، عالية الصوت وقريبة جداً. فغمرنا السكون. وتردد صداها في كل الغرف. وصرخ هيلموت بن غوبلز» اصابة مباشرة!«بدون أن يعلم كم كان محقاً، لقد مات الفوهرر.»
وفي 1 مايو، غادرت يونغه قبو الفوهرر مع مجموعة يقودها لواء وحدات النخبة النازية فيلهلم مونكه. وكان معنا طيار هتلر الخاص هانز باور، قائد حرس هتلر الخاص هانز راتينهوبر، سكرتيرته غيردا كريشتيان، السكرتيرة إلسه كروغر، طباخ هتلر كونشتانزه مانزيارلي ودكتور إرنست-كونتر شينك. وفي صباح 2 مايو، وجد الجنود السوفيت بقايا مجموعتنا مختبئة في قبو شونهاوزر إليه.

## بعد الحرب
سجنت يونغه لسنوات «كسجين شخصي» لرائد سوفيتي. وأدعى أحد الكتاب إنها تعرضت لمحاولة اغتصاب جماعي نتج عنها شرخ في الجمجمة.[بحاجة لمصدر] ولكنها لا تذكر أي شيء عن محاولات اغتصاب في مذكراتها الشخصية. وبعد أن قضت سنوات سجنها في معسكر سوفيتي، رجعت لألمانيا للعمل كسكرتيرة.
ولم تكن يونغه معروفة خارج الأوساط الأكاديمية أو الاستخباراتية بعد انتهاء الحرب. وباستثناء ظهورها في فيلم وثائقي اسمه العالم في حرب عام 1974، فإنها عاشت مغمورة إلى حد ما. وقضت بعض الوقت في النمسا عند أختها الصغري التي تعيش هناك.
ورجعت إلى الشهرة مرة أخرى عند نشرها لمذكراتها حتى الساعة الأخيرة (2002، كتبته بالاشتراك مع ميليسا مولر)، الذي حكت فيه عن عملها مع هتلر. كما تم استضافتها في فيلم وثائقي عام 2002 اسمه منطقة مجهولة: سكرتيرة هتلر. مما أعطاها بعض الشهرة والاهتمام العام لبضع أيام حتى أصبحت تقريباً من النجوم ولكنها لم تتمتع بهذه النجومية كثيراً لأنها ماتت في مستشفى ميونخ عن عمر 81 عاماً.
وتوفت يونغه بسبب السرطان في ميونخ في 10 فبراير 2002. وقبل موتها بقليل قيل أنها قالت «الآن بعد أن تركت قصتي استطيع أن اترك حياتي.»

## اقتباسات عنها
| تراودل يونغه | يجب علينا الاستماع إلى أصوات ضمائرنا. يجب علينا التحلي بالشجاعة للاعتراف باخطائنا والتعلم منها. فالناس في هذا العالم يجب عليهم التعلم وتغيير انفسهم بالتعلم. | تراودل يونغه |

| تراودل يونغه | لقد صدمتني بعمق الحقائق الفظيعة التي سمعتها من محاكمات نورنبيرغ عن قتل ستة ملايين يهودي وأناس من أعراق أخرى. ولكنني لا أرى أي رابط بين ذلك وبين عملي مع هتلر. أنا مرتاحة الضمير أنه لا يمكن لومي شخصياً لأنني لم أعلم عنها شيء. لم أكن واعية لحجم الذي جرى. ولكني في يوم ما عندما وقفت أمام اللوحة التذكارية التي وضعت لصوفي شول في شارع فرانز يوسف، ورأيت أنها وُلدت في نفس سنة ميلادي، وأُعدمت في نفس السنة التي بدأت فيها العمل مع هتلر، في هذه اللحظة شعرت أنه لا يمكن تبرير خطئي بصغر سني، وأنه كان يمكن أن أدرك الحقائق عن طبيعة عملي. | تراودل يونغه |

## روابط خارجية
- تراودل يونغه على موقع IMDb (الإنجليزية)
- تراودل يونغه على موقع ألو سيني (الفرنسية)
- تراودل يونغه على موقع قاعدة بيانات الفيلم (الإنجليزية)